# Exécution sans jugement sous les rois maures de Grenade
Exécution sans jugement sous les rois maures de Grenade est un tableau peint par Henri Regnault en 1870. Il est conservé au Musée d'Orsay à Paris.

## Histoire du tableau
Ce tableau fait partie des trois œuvres que Regnault, grand prix de Rome, devait envoyer, suivant contrat, dans le cadre de son séjour de trois années à l'Académie de Rome afin d'être exposé à l'école des beaux-arts de Paris, où il fut finalement présenté en 1872, à titre posthume, puisque l'artiste est mort en janvier 1871. Entretemps, du fait de la guerre, le tableau fut envoyé à Londres chez le galeriste Durant-Ruel qui représentait l'artiste. Le tableau fut ensuite acquis par l'État auprès des héritiers, et fut transféré au musée du Luxembourg.
Le thème s'inspire ici d'une légende remontant à l'époque Al-Andalus, le « massacre des Abencérages ». Le choix du format est assez inhabituel (3,05 m de haut sur 1,46 m de large). Il est conçu sur un fond architectural emprunté à l'Alhambra de Grenade où le peintre avait fait un séjour, avant de s'installer temporairement à Tanger où il avait acquis une maison.
Cette toile fut commentée entre autres par Théophile Gautier qui l'admirait. 
Regnault inscrivait ce tableau au commencement d'un cycle : il préparait Le Triomphe de l'islam, une toile restée à l'état d'esquisses, qui devait faire six mètres de long.